# Voice Media Group
Voice Media Group (VMG) è una azienda di mass media statunitense con sede a Denver, Colorado. VMG possiede diverse pubblicazioni di giornali in tutto il paese. È attiva anche nel marketing cartaceo, mobile e digitale.
Tra le testate di proprietà di VMG ci sono Denver Westword, Phoenix New Times, Houston Press, Dallas Observer, Miami New Times e Broward New Times, nonché l'agenzia di marketing digitale V Digital Services e il sito web Topless Robot.

## Storia
VMG è stata fondata nel settembre 2012, quando i dirigenti di Village Voice Media Scott Tobias, Christine Brennan e Jeff Mars hanno annunciato un accordo per l'acquisto di documenti e proprietà web di Village Voice Media dai loro fondatori.
VMG ha lanciato l'agenzia di marketing digitale V Digital Services nel 2013. VDS collabora con pubblicazioni e partner VMG in tutto il paese per offrire soluzioni di marketing digitale tra cui SEO organico, gestione dei social media, media a pagamento, sviluppo web e pubblicità programmatica e pay-per-click. 
Pur aggiungendo risorse a VDS, Voice Media Group ha effettuato disinvestimenti strategici di alcune proprietà dei suoi giornali. Il 6 maggio 2015, VMG ha annunciato la vendita di Minneapolis City Pages a Star Tribune Media Co. Nell'ottobre 2015, VMG ha venduto il Village Voice a New York City a Peter Barbey, proprietario di testate giornalistiche in Pennsylvania. Nell'ottobre 2017, VMG ha venduto LA Weekly a proprietari locali; il mese successivo, in seguito alla devastazione causata dall'uragano Harvey, annunciò che la Houston Press avrebbe cessato la pubblicazione cartacea e sarebbe stata pubblicata esclusivamente online.